# Erebus aroa
Erebus aroa är en fjärilsart som beskrevs av George Thomas Bethune-Baker 1908. Erebus aroa ingår i släktet Erebus och familjen nattflyn. Inga underarter finns listade i Catalogue of Life.